# 伊登鎮區 (費耶特縣)
伊登鎮區（英語：Eden Township），美国艾奥瓦州费耶特县的一个鎮區，总面积94.37平方公里，总人口623（2010年美国人口普查）。